# Unia Gorzów Wielkopolski (żużel)
KM Unia Gorzów Wielkopolski – polski klub żużlowy z Gorzowa Wielkopolskiego działający w latach 1945–1950. Powstał w październiku 1945 roku jako jeden z oddziałów Unii Poznań. Pierwszym prezesem był Michał Nagengast. Klub na początku swojej działalności w 1946 roku organizował wiele wyścigów i rajdów m.in. „O Herb Miasta Gorzowa”. Pierwszą poważną imprezą był rozegrany 10 sierpnia 1947 roku turniej o „Złoty Puchar Ziemi Lubuskiej”. Patronat nad zawodami – odbywającymi się od tej pory corocznie do 1951 roku, objęła Gazeta Poznańska. 
W 1948 roku gorzowska Unia wystartowała w rozgrywkach okręgowych (Poznańska Liga Okręgowa) – w ramach Drużynowych mistrzostw Polski maszyn przystosowanych. W 1949 roku sekcja żużlowa Klubu Motorowego Unia została przejęta przez działający przy Komendzie Powiatowej Milicji Obywatelskiej Klub Sportowy Gwardia Gorzów Wielkopolski, natomiast sam Klub Motorowy Unia istniał jeszcze do 1950 roku.
Kadrę Unii tworzyli: Mieczysław Cichocki, Lech Jasiński, Antoni Kapusta, Zdzisław Kowalski, Ryszard Miara, Henryk Rzeczyński i Tadeusz Stercel.

## Poszczególne sezony
| Sezon | Rozgrywki ligowe | Rozgrywki ligowe | Rozgrywki ligowe |
| Sezon | Liga             | Miejsce          |                  |
| ----- | ---------------- | ---------------- | ---------------- |
| 1948  | PLO              | 6/10             |                  |

| Poziom ligowy | Liczba sezonów | Sezony |
| ------------- | -------------- | ------ |
| PLO           | 1              | 1948   |